# NGC 1439
NGC 1439 је елиптична галаксија у сазвежђу Еридан која се налази на NGC листи објеката дубоког неба.
Деклинација објекта је - 21° 55' 13" а ректасцензија 3h 44m 49,8s. Привидна величина (магнитуда) објекта NGC 1439 износи 11,3 а фотографска магнитуда 12,3. Налази се на удаљености од 24,794 милиона парсека од Сунца. NGC 1439 је још познат и под ознакама ESO 549-9, MCG -4-9-56, PGC 13738.